# 环拉氨酯
环拉氨酯（INN：cyclarbamate）是一种含氮有机化合物，化学式C21H24N2O4，属于一种氨基甲酸酯，能作为肌肉鬆弛劑和鎮靜劑，1961年由法国公司Cassenne上市销售。